# Ilana Kloss
Ilana Sheryl Kloss (Johannesburgo, 22 de marzo de 1956) es una extenista sudafricana y presidenta de la Liga de Tenis Mundial.

## Carrera
Kloss ganó los individuales femeninos en el Campeonato de Wimbledon en 1972 y en 1974 los individuales del Abierto de Estados Unidos para juniors. También fue la jugadora más joven en convertirse en la número uno en Sudáfrica. En 1976 ocupó el primer lugar en el ranking mundial doble. Este año ganó el doble título en el US Open con su compatriota Delina Boshoff . Derrotaron a Olga Morosowa y Virginia Wade 6-1 y 6-4 en la final. A esto le siguieron las victorias en torneos en el Abierto de Italia, los Clay Court de EE. UU., El Abierto de Alemania, el Campeonato Británico de Hard Courts en Hilton Head y el título mixto con el australiano Kim Warwick en el Abierto de Francia.
Ella ganó la mayoría de sus victorias en dobles con su pareja de dobles Delina Boshoff. Después de retirarse del WTA Tour, participó en la serie de torneos para mayores de 35 años, donde ganó la competición de dobles y mixtos del US Open en 1999.
Después de su carrera, asumió el cargo de CEO de la liga de tenis World TeamTennis en 2001. En 2010, Kloss, que es judía, fue incluida en el Salón de la Fama del Deporte Judío Internacional.
Ella vive con su pareja Billie Jean King en Nueva York y Chicago.

## Títulos de Grand Slam

### Dobles
| Año  | Torneo             | Pareja | Oponentes finales                | Resultado  |
| 1976 | Abierto de EE. UU. |        | Sowjetunion 1955 # Virginia Wade | 6: 1, 6: 4 |

### Mixtos
| Año  | Torneo          | Pareja                 | Oponentes finales                         | Resultado        |
| 1976 | Abierto francés | Australien Kim Warwick | Rhodesien Colin Dowdeswell Sudafrika 1961 | 5: 7, 7: 6, 6: 2 |

## Enlaces web
- Perfil oficial de la WTA para Ilana Kloss (en inglés)
- Perfil oficial de la ITF para 20002837 (en inglés)
- Perfil oficial de la Copa Billie Jean King para Ilana Kloss (archivado)
- Ilana Kloss en www.tennis-spielers.com

- Datos: Q433769
- Multimedia: Ilana Kloss / Q433769